# George N. Gillett Jr.
Pour les articles homonymes, voir Gillett.
George N. Gillett Jr. (né le 22 octobre 1938) à Racine dans le Wisconsin est homme d'affaires américain et le président fondateur de Booth Creek Management Corp., une société de portefeuille qui gère les acquisitions et les intérêts de la famille Gillett dans une multitude d’entreprises, dont le Club de hockey Canadien, équipe de hockey sur glace de la Ligue nationale de hockey, et le Centre Bell, leur patinoire, dont il s’est porté acquéreur le 31 janvier 2001, et le Groupe Spectacles Gillett.

## Biographie
Passionné de sports depuis son enfance, en plus de posséder les Canadiens de Montréal, le 6 février 2007, Gillet s'est porté acquéreur du Liverpool FC, une équipe de football anglaise. Depuis août 2007, il est également copropriétaire de l'écurie de NASCAR Evernham Motorsport, rebaptisée Gillett Evernham Motorsports. Le 20 juin 2009, Gillett annonça la vente du Canadiens de Montréal, du Centre Bell et du Groupe Spectacles Gillett à la Famille Molson.
Le 15 avril 2010, il décide de mettre en vente le club de football du Liverpool FC, en accord avec son compatriote américain Tom Hicks copropriétaire du club de la Mersey, après les différents problèmes financiers que rencontre les Reds. En effet, la dette du club serait de l'ordre de 300 millions d'euros.
Il a fait ses études au Dominican College ainsi qu'au Amherst College. Il a notamment travaillé comme consultant en marketing et gestion avant de faire fortune dans divers commerces pour la plupart liés au sport (ski, hockey, football, basketball…)
La famille Gillett possède également des intérêts dans:
- Swift and Company (important fournisseur de protéines);
- Snowball Foods and Kings Delight (transformateur de produits de la volaille);
- BC Natural Foods (fabricant de produits protéiques naturels et biologiques);
- Wheat Montana Farms & Bakery (producteur de blé sans agent chimique);
- Booth Creek Ski Holdings Inc. (possède et exploite six centres de ski aux États-Unis);
- Plusieurs parcours de golf;
- Great Northern Bark et Sierra Organics (manufacturiers de produits d’aménagement paysager);
- Divers concessionnaires automobiles au Colorado.

Gillett œuvre à titre de président du conseil d'administration et administrateur de la plupart de ces entreprises, en plus de siéger au sein du conseil de Vail Banks Inc. Gillett est aussi membre du Bureau des gouverneurs de la Ligue nationale de hockey et du conseil d’administration de CHC Helicopter Corporation. Il a fait ses études au Amherst College du Massachusetts, et a obtenu un diplôme du Dominican College, de Racine, au Wisconsin, en 1961. Au terme de ses études, il a décroché son premier emploi avec la Société Crown Zellerbach dans le domaine de la vente.